# Actinonaias
Actinonaias is een geslacht van tweekleppigen uit de familie van de Unionidae.

## Soort
- Actinonaias ligamentina (Lamarck, 1819)